# جورج فینی
جورج فینی (انگلیسی: George Feeney؛ زادهٔ ۱۹ ژانویهٔ ۲۰۰۸) بازیکن فوتبال اهل بریتانیا است که در حال حاضر برای باشگاه فوتبال گلنتوران بازی می‌کند.
وی همچنین در تیم‌های ملی فوتبال زیر ۱۶ و ۱۷ سال ایرلند شمالی و زیر ۱۶ سال ولز بازی کرده است.

## دوران باشگاهی

### گلنتوران
فینی در سپتامبر ۲۰۲۳ اولین بازی خود را برای گلنتوران در کانتی آنتریم شیلد مقابل کروسرز انجام داد. او در ۹ سپتامبر ۲۰۲۳ اولین بازی خود در ان‌آی‌اف‌ال پریمیرشیپ را در برابر نوری سیتی، که با نتیجه ۴–۲ به نفع تیمش به پایان رسید، انجام داد. او در اکتبر ۲۰۲۳ اولین گل خود را در لیگ‌کاپ ایرلند شمالی در برابر دولینگ‌تاون در اُوال به ثمر رساند و به جوان‌ترین گلزن تاریخ باشگاه تبدیل شد.
در نوامبر ۲۰۲۳، اخباری مبنی بر انتقال او به انگلستان منتشر شد و چهار تیم از لیگ برتر فوتبال انگلستان باشگاه به عنوان علاقه‌مند به او گزارش شدند.

### تاتنهام هاتسپر
در ۴ ژوئیه ۲۰۲۴، باشگاه لیگ برتری تاتنهام هاتسپر از امضای قرارداد با فینی در یک معامله نامشخص خبر داد. او در ۲۱ ژانویه ۲۰۲۵ اولین قرارداد حرفه‌ای خود را با تاتنهام امضا کرد.

## دوران ملی
فینی، مانند پدربزرگ پدری‌اش، در ولز متولد شد. در حالی که پدرش در ایرلند شمالی به دنیا آمده است. او در نوامبر 2023 اولین گل خود را برای تیم ملی فوتبال زیر ۱۶ سال ایرلند شمالی در برابر ولز به ثمر رساند. در همان سال، او همچنین به تیم زیر ۱۷ سال ایرلند شمالی دعوت شد. در سال ۲۰۲۴، او تابعیت خود را به ولز تغییر داد و در یک بازی دوستانه برای تیم زیر ۱۶ سال ولز در برابر سال جمهوری چک در تاریخ ۲۶ مارس بازی کرد. در اکتبر ۲۰۲۴، گزارش شد که او تصمیم به بازی برای ایرلند شمالی در آینده گرفته است.

## زندگی شخصی
او فرزند وارن فینی، بازیکن سابق تیم ملی فوتبال ایرلند شمالی است. وارن فینی در زمان اولین بازی جورج، سرمربی گلنتوران بود و خود را «سخت‌ترین منتقد» پسرش توصیف کرد و باید توسط دستیارش جان گرگ متقاعد می‌شد تا به جورج فینی فرصت بازی در تیم اول را بدهد. پدربزرگ پدرش جیم و پدربزرگ خودش وارن فینی سینیور نیز در فوتبال ملی به نمایندگی از کشور ایرلند شمالی بازی کرده‌اند.